# The Event: Zdarzenie
The Event: Zdarzenie (ang. The Event, 2010–2011) – amerykański serial SF/dramat polityczny nadawany przez stację NBC od 20 września 2010 roku do dziś. W Polsce jest nadawany od 29 września 2010 na  Platformie N w kolekcji nSeriale, a także od 29 stycznia 2011 na kanale Canal+. Od dnia 7 listopada 2012 był nadawany na kanale TVN.

## Fabuła
Serial opowiada o losach kilkorga ludzi, których życiorysy w dziwny sposób się ze sobą splatają.
"The Event” to konspiracyjny thriller, skupiający się na postaci Seana Walkera (Jason Ritter, „The Class”), który prowadzi śledztwo w sprawie zniknięcia jego narzeczonej – Leily (Sarah Roemer, „Disturbia”), jednocześnie odkrywając jeden z największych spisków w historii USA.

## Obsada
- Jason Ritter jako Sean Walker
- Sarah Roemer jako Leila Buchanan
- Laura Innes jako Sophia Maguire
- Ian Anthony Dale jako Simon Lee
- Scott Patterson jako Michael Buchanan
- Taylor Cole jako Vicky Roberts
- Lisa Vidal jako Christina Martinez
- Bill Smitrovich jako Raymon Jarvis
- Clifton Collins Jr. jako Thomas
- Željko Ivanek jako Blake Sterling
- Blair Underwood jako Elias Martinez